# Eugenia Golea

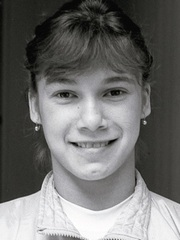
Eugenia Golea

Eugenia Golea (* 10. März 1971 in Bukarest) ist eine ehemalige rumänische Kunstturnerin.
1985 nahm Golea zum ersten Mal an den Weltmeisterschaften teil. In Montreal wurde sie im Mannschaftsmehrkampf Vize-Weltmeisterin.
Bei den Turn-Europameisterschaften 1987 gewann sie am Schwebebalken die Silber- und beim Sprung die Bronzemedaille. Außerdem wurde sie im Mehrkampf Fünfte. Bei den Weltmeisterschaften 1987 wurde Golea mit der rumänischen Mannschaft Weltmeisterin. Außerdem wurde sie im Sprung Vize-Weltmeisterin, gemeinsam mit ihrer punktgleichen Landsfrau Aurelia Dobre.
1988 nahm Golea an den Olympischen Spielen teil. In Seoul gewann sie mit der rumänischen Mannschaft die Silbermedaille. Außerdem startete sie im Einzelmehrkampf, im Bodenturnen, im Pferdsprung, am Schwebebalken und am Stufenbarren, konnte aber kein Finale erreichen.
1989 beendete sie ihre Leistungssportkarriere. Danach trat sie im Zirkus auf und arbeitete als Trainerin.